# Długi Giewont

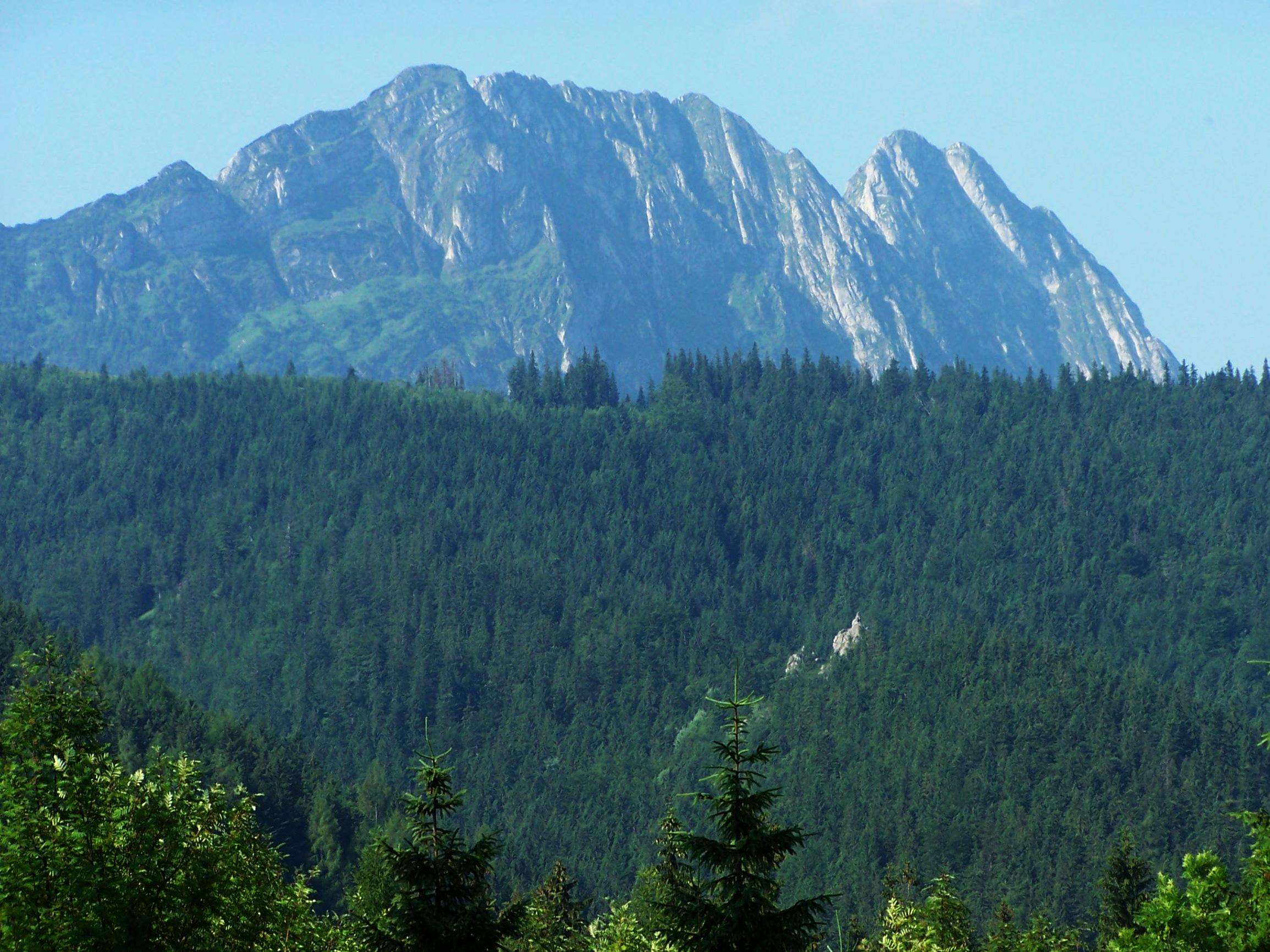
Blick von Norden

Die Długi Giewont ist ein Berg in der polnischen Westtatra mit 1867 Metern Höhe im Massiv des Giewont. Der Bergkamm ist 1,3 km lang.

## Lage und Umgebung
Unterhalb des Gipfels liegen die Täler Dolina Strążyska, Dolina Małej Łąki und Dolina Kondratowa.

## Tourismus
Die Długi Giewont war bei Wanderern sehr beliebt. Aufgrund der zahlreichen tödlichen Unfälle wurde sie jedoch für Bergsteiger geschlossen.
Als Ausgangspunkt für eine Besteigung der Hänge aus den Tälern eignen sich die Kondratowa-Hütte, Ornak-Hütte und die Chochołowska-Hütte.

## Belege
- Zofia Radwańska-Paryska, Witold Henryk Paryski, Wielka encyklopedia tatrzańska, Poronin, Wyd. Górskie, 2004, ISBN 83-7104-009-1.
- Tatry Wysokie słowackie i polskie. Mapa turystyczna 1:25.000, Warszawa, 2005/06, Polkart, ISBN 83-87873-26-8.

## Panorama

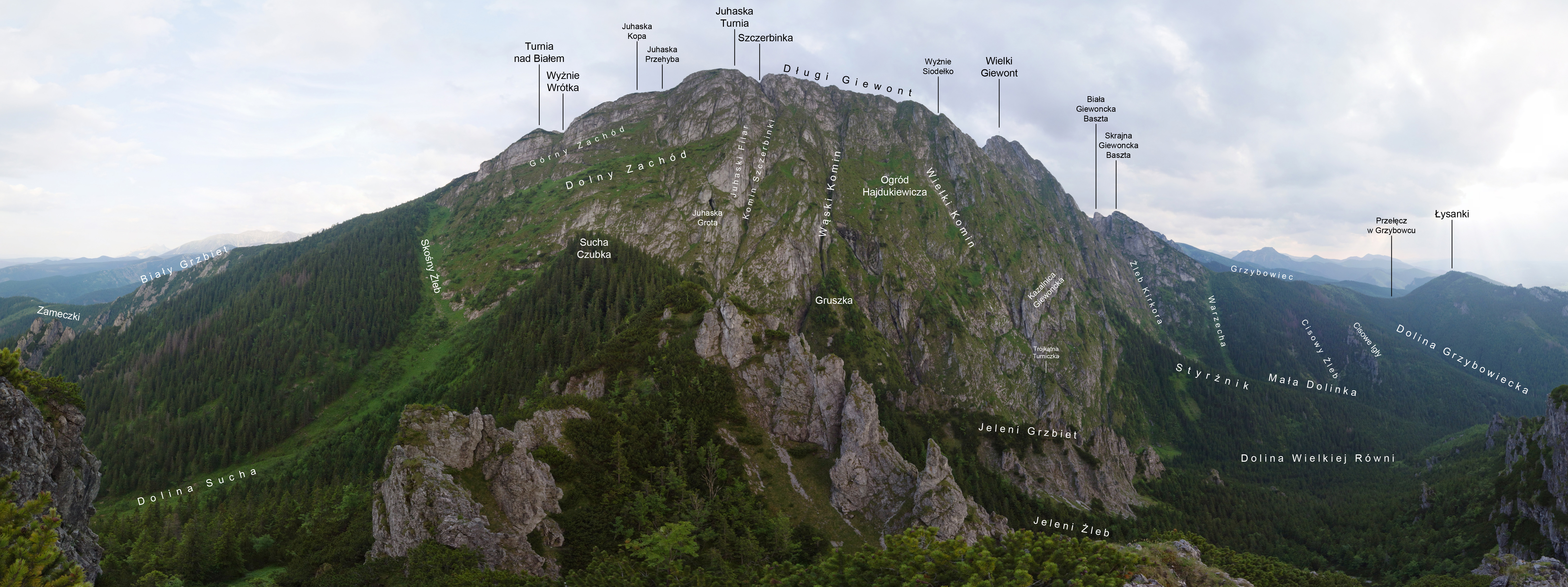
Blick von Süden